# سترات أمونيوم الحديد الثلاثي
سترات أمونيوم الحديد الثلاثي أو سترات الأمونيوم الفريكية أو سترات الأمونيوم والحديديك أو سترات أمونيوم الحديدي أو سترات أمونيوم الحديدية (بالإنجليزية: Ammonium ferric citrate)‏ هوَ مركب كيميائي له الصيغة المجملة C6H8FeNO7 ، ويكون على شكل مسحوق بلوري أخضر.

## الخواص
- عدد أكسدة الحديد في هذا المركب +3 كما يوحي الاسم.
- ينحل مركب سترات أمونيوم حديد ثلاثي بشكل جيد في الماء، لكنه ينحل بالكاد في الإيثانول.

## التحضير
يحضر من تفاعل تفاعل تعديل حمض الستريك مع هيدروكسيد الحديد الثلاثي والأمونياك.

## الاستخدامات
يستخدم مركب سترات أمونيوم حديد ثلاثي بشكل خاص في التصوير الضوئي بسبب حساسيته الضوئية.
يتم نقع المواد مثل الأنسجة أو الخشب في محلول من سترات أمونيوم حديد ثلاثي، حمض الطرطريك، ونترات الفضة، بذلك تتشرب الطبقة السطحية هذه المواد فتصبح حساسة للضوء.
بتسليط أشعة الشمس على هذه الطبقة بوجود النيغاتيف فنحصل على نسخة عليها بتدرجات اللون البني.